# 羅斯堡 (印地安納州格蘭特縣)
羅斯堡（英語：Roseburg）是位於美國印地安納州格蘭特縣的一個非建制地區。該地的面積和人口皆未知。